# Rozdollea, Oleksandrivka
Rozdollea (în ucraineană Роздолля) este un sat în comuna Bukvarka din raionul Oleksandrivka, regiunea Kirovohrad, Ucraina.

## Demografie
Componența lingvistică a localității Rozdollea
     Ucraineană (100%)
Conform recensământului din 2001, toată populația localității Rozdollea era vorbitoare de ucraineană (100%).